# 天草市立本渡東小学校
天草市立本渡東小学校（あまくさしりつ ほんどひがししょうがっこう）は、熊本県天草市志柿町にある小学校。

## 沿革
- 2012年（平成24年） - 金焼小学校、下浦第一小学校を統合し開校。
- 2018年（平成30年） - 志柿小学校、瀬戸小学校と統合。下浦町から天草市立本渡東中学校隣接地の新校舎へ移転。

## 通学区域
2018年4月1日現在、通学区域は志柿町、下浦町及び瀬戸町である。

## 進学先中学校
- 天草市立本渡東中学校

## 学校周辺
- 八代海